# Tau2 Hydrae
Título a ser usado para criar uma ligação interna é Tau2 Hydrae.
Tau2 Hydrae (Ukdah, 32 Hydrae) é uma estrela na direção da constelação de Hydra. Possui uma ascensão reta de 09h 31m 58.93s e uma declinação de −01° 11′ 04.8″. Sua magnitude aparente é igual a 4.54. Considerando sua distância de 459 anos-luz em relação à Terra, sua magnitude absoluta é igual a −1.20. Pertence à classe espectral A3V.